# Terrorismo documental
Terrorismo documental es un neologismo que hace referencia al uso de falsas cargas de la propiedad, demandas judiciales frívolas, cartas de crédito falsas y otros documentos legales carentes de sustento real legítimo como formas de agresión, especialmente contra personal de la administración pública. El uso de dichos métodos está en boga entre algunos colectivos de ideología antigubernamental y aquellos que están asociados al movimiento prorredentista. Mark Pitcavage, de la Liga Antidifamación afirma que tales métodos fueron introducidos por Posse Comitatus. Algunas víctimas del terrorismo documental se han visto obligadas a declararse en bancarrota. Un artículo de Southern Poverty Law Center afirma que existe otra táctica que consiste en rellenar informes que, elevados a la Administración Tributaria de Estados Unidos, acusan a sus enemigos políticos de tener ingresos no declarados. Demandas judiciales frívolas como esas también obstruyen los tribunales, dificultando que se ocupen de otros casos como los que van contra los títulos de propiedades de funcionarios y otros. Otra forma de terrorismo documental es cursar solicitudes de quiebra contra terceros con el fin de afectar negativamente a su calificación creditícia.
A principios de los años 2000 "Republic of Texas" (República de Texas), una organización paramilitar que sostiene que Texas es legalmente independiente, llevó a cabo lo que denominó "una campaña de terrorismo documental" por medio de reclamaciones de terrenos y cheques falsos con el propósito de colapsar los tribunales de Texas.